# Ceylan (chat)
Pour les articles homonymes, voir Ceylan (homonymie).
Le Ceylan est une race de chat originaire du Sri Lanka. Ce chat de taille moyenne est caractérisé par sa robe à poils courts au motif Ticked tabby.

## Origines
C'est un italien, le Dr Paolo Pellegatta, qui en 1984 découvrit au Sri Lanka (ancien Ceylan) des chats tiquetés (comme l'Abyssin) qui étaient à moitié sauvages. Avec l'aide du directeur du zoo de Colombo il ramena six sujets chez lui, en Italie. Il entama alors un programme d'élevage et la race rencontre le succès chez les Italiens, mais elle n'est cependant pas encore fixée. 
En 1988, un club du Ceylan est créé, et, cette même année, il amène lors d'une exposition FIFé cinq générations de Ceylan avec des documents le montrant dans son milieu naturel. Il fallut tout de même attendre 1993 pour que la race soit reconnue par la FIFé.
Actuellement, le Ceylan est toujours une race très rare et n'est pas reconnue en dehors de l'Europe.

## Standards
Le corps du Ceylan, de taille moyenne, est compacte. Le ventre est arrondi, l'ossature est fine mais puissante. Les pattes sont de taille moyenne avec une ossature fine et des pieds ronds. Les postérieurs sont plus hauts que les antérieurs.
La tête forme un triangle adouci de taille moyenne. Vu de face, le crâne est légèrement arrondi et les pommettes sont saillantes. En regardant le chat de profil, le front est plat et descend vers le nez en étant légèrement creux. Le nez du Ceylan est court. Les yeux sont assez grands, avec le dessous de l'œil arrondi et le dessus droit, penchant légèrement vers le nez. Les couleurs autorisées vont de vert à jaune. Les oreilles sont de taille moyenne à grande et placées de façon rapprochées sur le crâne. Le bout est arrondi et il est apprécié qu'il soit orné de plumets.
La fourrure est courte et soyeuse. Le poil est fin et sans sous-poil. La robe du Ceylan est uniquement tiquetée (patron ticked tabby), avec des anneaux sur la queue et des marquages typiques des tabby sur la tête. Les couleurs acceptées sont le noir, le bleu, le roux, le crème et l'écaille de tortue.
Aucun croisement avec une autre race n'est autorisé.

## Caractère
On décrit généralement le Ceylan comme un chat sociable, s'adaptant bien à la vie en appartement et donnant facilement sa confiance à ses propriétaires. Le caractère est toutefois fonction de l'histoire de chaque chat, indépendamment de sa race.

### Sources
- Site du LOOF
- 70 fiches de race